# Oyten
Oyten är en kommun i Landkreis Verden i Niedersachsen, Tyskland. Oyten ligger direkt vid motorvägen A1. Kommun ligger öster om Bremen.